# Whitbread Round the World 1981-1982
De Whitbread Round the World 1981-1982 was de derde editie van de zeilwedstrijd om de wereld die tegenwoordig de "Volvo Ocean Race" heet. De race werd voor de tweede keer op rij gewonnen door de Nederlandse schipper Conny van Rietschoten, dit keer met een nieuwe versie van de "Flyer". Opvallend was dat van Rietschoten tijdens de tweede etappe een hartaanval kreeg, maar toch kon doorvaren.

## Route
Net als vier jaar geleden werden vier etappes gevaren. De havenplaatsen waren dezelfde als bij de vorige editie, behalve dat het Argentijnse Mar del Plata in plaats van het Braziliaanse Rio de Janeiro werd aangedaan. Op 8 augustus 1981 zijn 29 boten gestart vanuit Portsmouth.
| Etappe | Start         | Finish        | Afstand  | Datum start       | Snelste schip | Winnaar na correctie |
| ------ | ------------- | ------------- | -------- | ----------------- | ------------- | -------------------- |
| 1      | Portsmouth    | Kaapstad      | 6.650 Nm | 8 augustus 1981   | Flyer         | Kriter IX            |
| 2      | Kaapstad      | Auckland      | 7.300 Nm | 30 september 1981 | Flyer         | Ceramco NZ           |
| 3      | Auckland      | Mar del Plata | 6.175 Nm | 26 december 1981  | Flyer         | Mor Bihan            |
| 4      | Mar del Plata | Portsmouth    | 5.970 Nm | 27 februari 1982  | Flyer         | Ceramco NZ           |

## Teams
Aan de derde editie deden 29 teams mee. Twintig haalden de finish.

## Scoringssysteem
Van elke etappe werd de gevaren tijden volgens het handicapsysteem gecorrigeerd. De gecorrigeerde tijden voor elke etappe werden bij elkaar opgeteld. Het team met de snelste tijd won de race was de winnaar. Opvallend was dat de Nederlandse Flyer zowel de totale afstand het snelste aflegde als ook het klassement na correctie won.

## Eindklassement
Opvallend was de prestatie van de Ceramco, gevaren door schipper Peter Blake. Tijdens de eerste etappe brak de hoofdmast waardoor hij 11 dagen na de Flyer binnenkwam. Wel wist hij de tweede en vierde etappe te winnen, en zijn achterstand haalde hij nog 3 dagen af. Blake zou later de editie 1989-1990 winnen.
| Positie | Team                  | Land                | Schipper(s)                   | Gecorrigeerde tijd  |
| ------- | --------------------- | ------------------- | ----------------------------- | ------------------- |
| 1       | Flyer                 | Nederland           | Conny van Rietschoten         | 119 dagen en 1 uur  |
| 2       | Charles Heidsieck III | Frankrijk           | Alain Gabbay                  | 120 dagen en 7 uur  |
| 3       | Kriter Xi             | Frankrijk           | André Viant                   | 120 dagen en 10 uur |
| 4       | Disque d'Or III       | Zwitserland         | Pierre Fehlmann               | 123 dagen en 11 uur |
| 5       | Outward Bound         | Nieuw-Zeeland       | Digby Taylor                  | 124 dagen en 11 uur |
| 6       | Xargo III             | Zuid-Afrika         | Padda Kuttel                  | 124 dagen en 19 uur |
| 7       | Mor Bihan             | Frankrijk           | Phillipe Poupon               | 125 dagen en 15 uur |
| 8       | Berge Viking          | Noorwegen           | Peder Lunde                   | 125 dagen en 16 uur |
| 9       | Alaska Eagle          | Verenigde Staten    | Skip Novak, Neil Bergt        | 126 dagen en 10 uur |
| 10      | Euromarche            | Frankrijk           | Eric Tabarly                  | 126 dagen en 23 uur |
| 11      | Ceramco New Zealand   | Nieuw-Zeeland       | Peter Blake                   | 127 dagen en 17 uur |
| 12      | Skopbank Of Finland   | Finland             | Kenneth Gahmberg              | 128 dagen en 15 uur |
| 13      | Rollygo               | Italië              | Giorgio Falck                 | 129 dagen en 20 uur |
| 14      | Traité de Rome        | Europese Unie       | Antonio Chioatto              | 130 dagen en 23 uur |
| 15      | Croky                 | België              | Gustaaf Versluys              | 133 dagen en 23 uur |
| 16      | Fcf Challenger        | Verenigd Koninkrijk | Leslie Williams               | 138 dagen en 15 uur |
| 17      | United Friendly       | Verenigd Koninkrijk | Chay Blyth                    | 141 dagen en 10 uur |
| 18      | Walross III Berlin    | Duitsland           | E.Hahn, O.Michel, C.Reichardt | 143 dagen en 19 uur |
| 19      | Licor 43              | Spanje              | Joaquin Coello                | 160 dagen en 2 uur  |
| 20      | Ilgagomma             | Italië              | Roberto Vianello              | 160 dagen en 9 uur  |
| Dnf     | European Uni. Belgium | België              | Jean Blondiau                 | -                   |
| Dnf     | 33 Export             | Frankrijk           | Phillipe Schaff               | -                   |
| Dnf     | Gauloises III         | Frankrijk           | Eric Loizeau                  | -                   |
| Dnf     | La Barca Laboratorio  | Italië              | Claudio Stampi                | -                   |
| Dnf     | Save Venice           | Italië              | Doi Malingri                  | -                   |
| Dnf     | Vivanapoli            | Italië              | Beppe Panada                  | -                   |
| Dnf     | Scandinavian          | Zweden              | Reino Engqvist                | -                   |
| Dnf     | Swedish Entry         | Zweden              | Mogens Bugge                  | -                   |
| Dnf     | Bubblegum             | Verenigd Koninkrijk | Iain Mcgown-Fyfe              | -                   |

Dnf: niet gefinisht